# Réz(II)-klorid
A réz(II)-klorid egy sárgásbarna por, vízben és alkoholban jól oldódik. Higroszkópos. A vegyület vizes oldatából dihidrátja (CuCl2 · 2 H2O) kristályosítható ki. A tömény oldata zöld színű, de ha az oldatot hígítják, a szín folyamatosan kékbe megy át. Ennek az az oka, hogy tömény vizes oldatban a réz(II)-klorid csak kevéssé disszociál, ekkor a disszociálatlan vegyület zöld színe látható. Ha az oldatot hígítják, a vegyület már nagyobb mértékben disszociál, a vegyület a réz(II)-ionokra jellemzően kék színű lesz.

## Kémiai tulajdonságai
Kettős sókat képez alkálifémek kloridjaival (például KCuCl3, K2CuCl4). Ha oxigén jelenlétében hevítik a vegyületet, klór fejlődik.
{\displaystyle \mathrm {2\ CuCl_{2}+O_{2}\rightarrow 2\ CuO+2\ Cl_{2}} }

## Előállítása
Réz(II)-oxid, vagy réz(II)-karbonát sósavban való oldásával kapható; oldatából zöld színű dihidrát kristályosodik ki. Képződik az előbbi vegyületek hidrogén-klorid gázban való hevítésekor is.
{\displaystyle \mathrm {CuO+2\ HCl\rightarrow CuCl_{2}+H_{2}O} }
Vagy hidrogén-peroxid jelenlétében közvetlenül rézből is elő lehet állítani, mivel a hidrogén-peroxid először oxidálja a rezet.
{\displaystyle \mathrm {Cu+H_{2}O_{2}+2\ HCl\rightarrow CuO+H_{2}O+2\ HCl\rightarrow CuCl_{2}+2\ H_{2}O} }

## Felhasználása
Szerves vegyületek oxidációjához katalizátorként használják. Felhasználják még a textilfestésben pácolásra, rézbevonatok előállítására és a víztisztításban is.
Korábban klór előállítására használták (Deacon-féle eljárás).

## Fordítás
- Ez a szócikk részben vagy egészben  a   Copper(II) chloride című angol Wikipédia-szócikk fordításán alapul.  Az eredeti cikk szerkesztőit annak laptörténete sorolja fel. Ez a jelzés csupán a megfogalmazás eredetét és a szerzői jogokat jelzi, nem szolgál a cikkben szereplő információk forrásmegjelöléseként.